# Distretto di Lodhran
Il distretto di Lodhran (in urdu: ضلع لودھران) è un distretto del Punjab, in Pakistan, che ha come capoluogo Lodhran. Nel 1998 possedeva una popolazione di 22 000 abitanti.